# Ariocarpus fissuratus

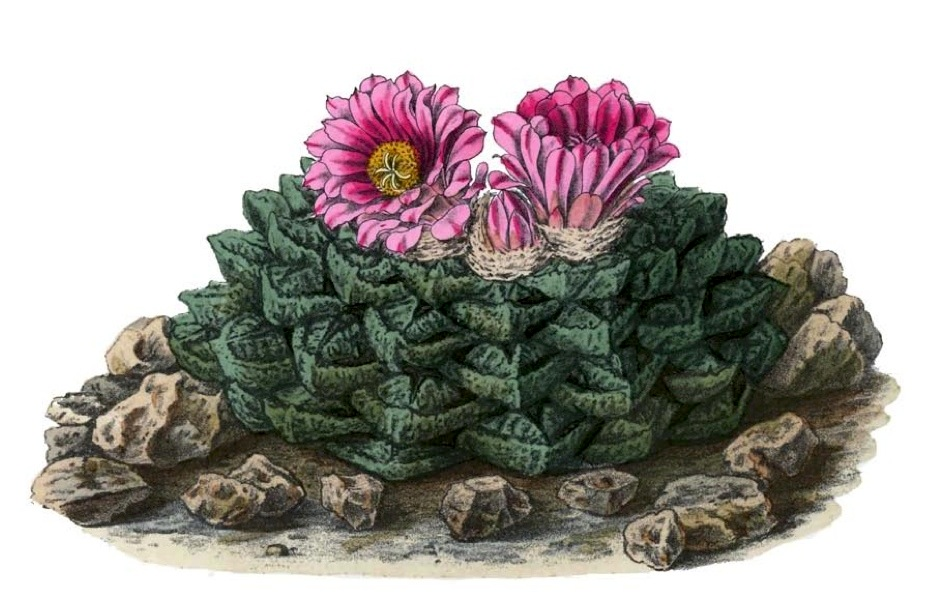
Ariocarpus fissuratus
Tafel 52b von 1904 aus Blühende Kakteen

Ariocarpus fissuratus ist eine Pflanzenart in der Gattung Ariocarpus aus der Familie der Kakteengewächse (Cactaceae). Das Artepitheton fissuratus stammt aus dem Lateinischen, bedeutet ‚rissig‘ oder ‚gefurcht‘ und verweist auf die typisch gespaltenen und zerfurchten Warzen der Pflanzen. Fremdsprachige Trivialnamen sind „Chaute“, „Chautle“, „False Peyote“, „Living Rock“, „Peyote Cimarrón“, „Star Rock“, „Sunami“ und „Wanamé“.

## Beschreibung
Die Pflanzen der Art bilden sukkulente, flach niedergedrückte bis kugelige Körper von 1,5 bis 10 cm Höhe und bis 10 (selten bis 15) cm Durchmesser mit großen, sukkulenten Rübenwurzeln. Sie bleiben fast immer unverzweigt. Die Körperfarbe ist meist graugrün, doch besonders die flachen Formen werden im Alter gelblich bis bräunlich. Die spiralig verteilten Warzen sind abgeflacht dreieckig bis rhombisch und überlappen sich teils. Die hornig verhärtete Oberseite jeder Warze ist durch eine ausgeprägte Furche, die Areole und Axille verbindet, fast durchgehend gespalten und quer dazu zerfurcht. Durch die den Furchen entspringende Wolle, die anfangs strohblond ist, dann nachdunkelt und schließlich vergraut, sind die Scheitel der Pflanzen gut geschützt und meist unsichtbar verborgen. Früher (in der Natur) oder später (in Kultur) wird die Wolle abgestoßen, so dass die Furchen älterer Warzen fast kahl sind. Dornen werden nicht gebildet.
Die Blüten entwickeln sich jeweils einzeln aus den jüngsten Areolenfurchen, stehen also fast zentral. Sie sind hellpurpurn bis rosarot mit dunkelerem Schlund und erreichen Durchmesser von etwa 2,5 bis 4,5 cm. Die Pollen sind orangefarben, die die Staubblätter überragenden, fünf- bis zehnstrahligen und winzig gefiederten Narben sind fast weiß. Nach Befruchtung werden spindel- bis keulenförmige, grünliche bis weiße Früchte von 5 bis 15 mm Länge und 2 bis 6 mm Durchmesser gebildet. Diese trocknen bei Reife aus und entlassen die mattschwarzen Samen in die Scheitelwolle, aus der sie (in Natur) erst nach längerer Zeit ausgewaschen werden.
Am natürlichen Standort ist besonders die abgeflachte und gelblich werdende Form durch ihren halb unterirdischen Wuchs und die zerklüfteten Warzen kaum als Pflanze zu erkennen (Mimese).
Die Chromosomenzahl ist {\displaystyle 2n=22}.

## Systematik, Verbreitung und Gefährdung
Ariocarpus fissuratus ist im Südwesten Texas vom Big-Bend-Nationalpark bis zum Pecos River sowie in den mexikanischen Bundesstaaten Coahuila, Chihuahua, Durango, Nuevo León, Tamaulipas und Zacatecas weit verbreitet.
Die Erstbeschreibung als Mammillaria fissurata erfolgte 1856 von George Engelmann. Karl Moritz Schumann stellte die Art 1894 in die Gattung Ariocarpus. Weitere nomenklatorische Synonyme sind Anhalonium fissuratum (Engelm.) Engelm. (1856) und Roseocactus fissuratus (Engelm.) A.Berger (1925).
Ariocarpus fissuratus wird in Anhang I des Washingtoner Artenschutz-Übereinkommens geführt. In der Roten Liste gefährdeter Arten der IUCN wird die Art als „Least Concern (CR)“, d. h. als nicht gefährdet geführt.

## Inhaltsstoffe
In Ariocarpus fissuratus wurden Hordenin, N-Methyltyramin und N-Methyl-3,4-Dimethoxy-β-Phenethylamin nachgewiesen.

## Ethnobotanische Nutzung
Die Einheimischen nutzen den Schleim aus den Wurzeln der Pflanzen als Leim zur Reparatur von Tonwaren. Die Pflanze wird von den Tarahumara während der Herstellung des Maisbieres Tesguino verwendet. Sie dient als Medizinalpflanze sowie Betäubungsmittel und wird zur Behandlung von Prellungen, Wunden und Bissen angewendet. Sie lindert Fieber und rheumatische Beschwerden. Gekaut oder getrunken dient sie als Stimulans der einheimischen Läufer. Durch kurzes Kochen der Pflanzen in Wasser entsteht ein stark berauschendes Getränk. Bei den Huichol und Tarahumara hat Ariocarpus fissuratus den Ruf, mächtiger als der Peyotl-Kaktus zu sein und Menschen verrückt zu machen.

## Nachweise

## Weiterführende Literatur
- Concepción Martínez-Peralta, María C. Mandujano: Reproductive ecology of the endangered living rock cactus, Ariocarpus fissuratus (Cactaceae). In: The Journal of the Torrey Botanical Society. Band 138, Nummer 2, 2011, S. 145–155 (DOI:10.3159/TORREY-D-10-00010.1).